# Kołacz królewski

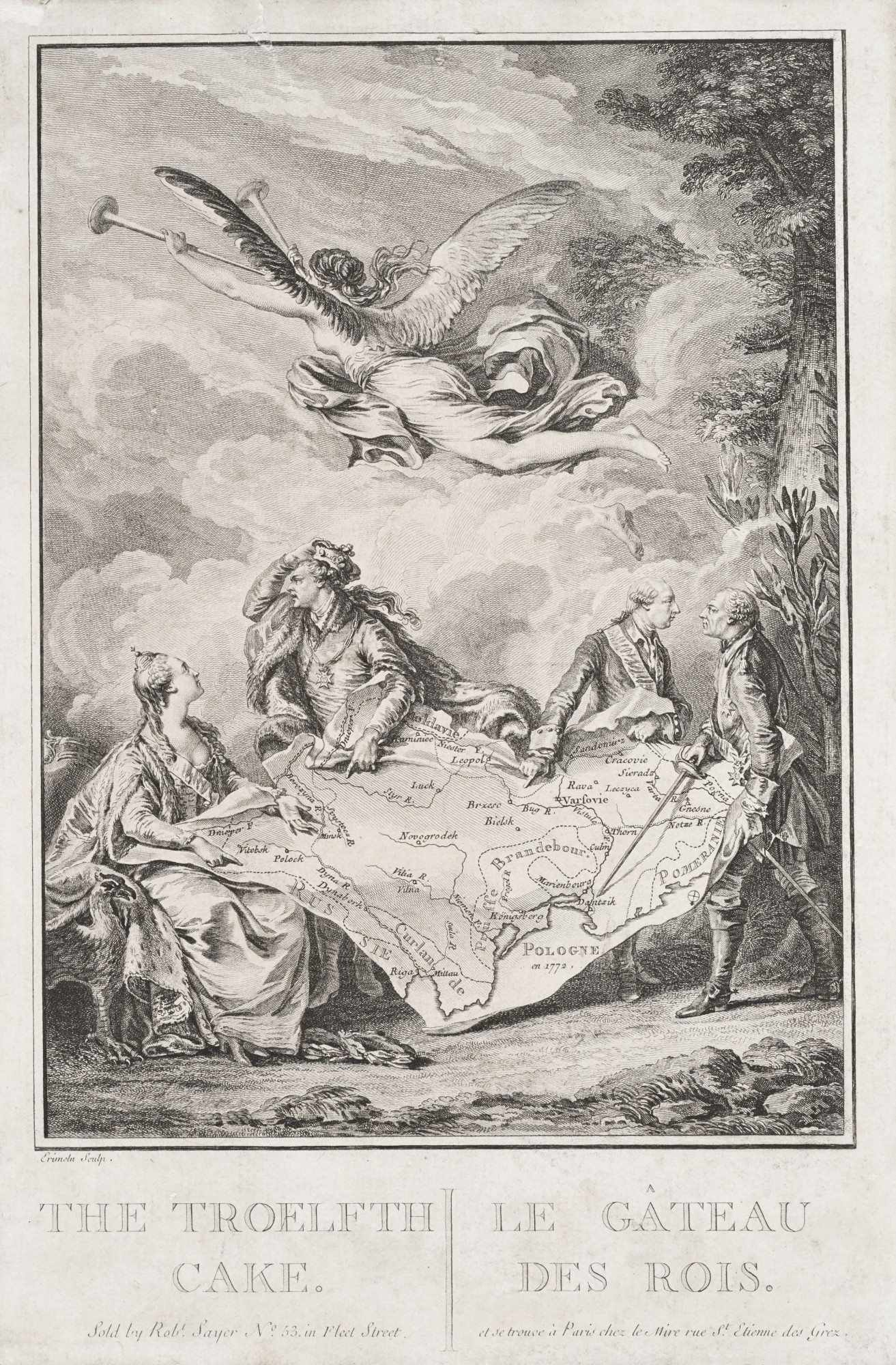
Miedzioryt wykonany przez Noëla Le Mire'a na podstawie rysunku Jeana-Michela Moreau'a

Kołacz królewski (fr. Le gâteau des rois) – rysunek Jeana-Michela Moreau'a (alegoria) będący satyrą I rozbioru Polski.
Przedstawia władców państw, które dokonały rozbioru Polski: cesarzową Rosji Katarzynę II, władcę Świętego Cesarstwa Rzymskiego Narodu Niemieckiego cesarza Józefa II, króla Prus Fryderyka II. Rozdzierają oni arkusz mapy Polski. Obok nich znajduje się król Polski Stanisław II August, podtrzymujący zsuwającą się z głowy koronę. Nad uczestnikami wydarzenia unosi się Fama – rzymska bogini wieści i plotki. Dmie ona w trąbę, oznajmiając światu straszną wiadomość. Rycina ta zyskała ogromną popularność już w roku swego powstania (1773). W kilku państwach został wydany zakaz jej rozpowszechniania, a we Francji sąd nakazał jej rekwizycję. Mimo to rycina była kopiowana i naśladowana w wielu krajach Europy, m.in. w Wielkiej Brytanii i Niemczech.